# Sprachanimation
Sprachanimation ist eine  Methode in der Fremdsprachendidaktik, die dem Kennenlernen der Grundlagen einer Fremdsprache und zur Vertiefung bereits erworbener Kenntnisse dient. Sie hilft bei der Kommunikation in interkulturellen Gruppen und vergrößert das Wahrnehmungsvermögen der Teilnehmenden sich selbst und den anderen gegenüber.

## Grundlagen
Sprachanimation hat nicht das (primäre) Ziel, jemandem eine Fremdsprache beizubringen, sondern die Sprache näherzubringen und sich dabei auch der eigenen Sprache bewusst zu werden. Sprachanimation nutzt verschiedene Spiele, mit denen es gelingt, die Angst sowohl vor der (fremden) Sprache als auch vor dem Sprechen (egal in welcher Sprache) und vor möglichen Fehlern abzubauen. Die Teilnehmer gewinnen größeres Selbstvertrauen bei der Verwendung der Fremdsprache in der alltäglichen Kommunikation.
Darüber hinaus werden vor allem elementare kulturelle Gemeinsamkeiten, aber auch Unterschiede vermittelt. Durch interkulturelle Übungen können die Teilnehmer eine Vorstellung über die andere Kultur bekommen und sich dabei eigene Gefühle und Meinungen bewusst machen.
Sprachanimation läuft in ständiger Interaktion und intensivem Dialog. Es geht dabei nicht um eine einseitige Sprachvermittlung von Seiten der Sprachanimateure, sondern die Teilnehmer bringen Eigeninitiative, Kreativität und Fantasie ein. Sprachanimation bringt Bewegung und Dynamik in die Gruppe. Keinesfalls handelt es sich um eine klassische Unterrichtsmethode oder systematischen Unterricht.

## Begriff
Der Begriff „Sprachanimation“ ist aus den Wörtern „Sprache“ und „Animation“ zusammengesetzt. Eine der Hauptbedeutungen des Wortes „Sprache“ ist die Fähigkeit zu sprechen.
Für das Wort „Animation“ sind in den Lexika zwei unterschiedliche Grundbedeutungen zu finden. Neben dem „Verfahren, das unbelebten Objekten im Trickfilm Bewegung verleiht“ erscheinen hier „organisierte Sport- und Freizeitaktivitäten für Urlauber, besonders in Ferienclubs“. So wie Ferienclubanimateure die Gäste zu Freizeitaktivitäten anregen und wie Trickfilmer zweidimensionale Helden zum Leben erwecken, bringen die Sprachanimateure – im wörtlichen wie im übertragenen Sinne – die Teilnehmer der Sprachanimation in Bewegung und ermuntern sie zu Aktivitäten rund um die Sprache. Sie regen Kreativität und Eigeninitiative an und inspirieren zu Sprach- und Gedankenspielen. Die Sprachanimation dient also dazu, bei den Teilnehmern auf spielerische Art und Weise Lust (nicht nur) auf die Sprache des Nachbarlandes zu wecken und die Welt aus einem anderen Blickwinkel zu betrachten.

## Methodendatenbank zur Sprachanimation
Seit Frühjahr 2019 gibt es auf der Webseite sprachanimation.de 15 Übungen der Sprachanimation sowie einige theoretische Erklärungen zu der Methode auf den Sprachen Deutsch, Französisch, Englisch und Polnisch als Videos kostenlos abrufbar. Die Methoden sind zusätzlich als PDF zum Herunterladen bereitgestellt. Weitere Sprachen (Spanisch, Griechisch und Portugiesisch) sind zurzeit in Arbeit und werden Anfang 2020 auf die Seite aufgespielt.